# Daïra d'Ouled Driss
La daïra d'Ouled Driss est une daïra d'Algérie située dans la wilaya de Souk Ahras et dont le chef-lieu est la ville éponyme de Ouled Driss.